# Wells, Vermont
Wells är en kommun (town) i Rutland County i delstaten Vermont i USA. Vid folkräkningen år 2000 bodde 1 121 personer på orten. Den har enligt United States Census Bureau en area på totalt 60,5 km², varav 2,1 km² är vatten.  